# 宋共姬
宋伯姬（？—前543年），春秋時代魯國王族女性，姬姓，名不詳。為魯成公之妹、魯宣公之女，母穆姜。嫁宋共公為夫人，生子宋平公。

## 生平
古時婚禮，不論女方貴賤，男方都要親自迎娶，即使是諸侯娶妻仍要親迎，只有天子大婚方由使者迎親，而周簡王四年（魯成公九年、宋共公七年，前582年）伯姬出嫁時宋共公竟不親迎，而伯姬迫於父母之命，仍嫁往宋國。伯姬因宋共公不親迎一事而憤怒，甚至拒絕與宋共公同寢；於是宋國請魯國大夫季孫行父說項，伯姬遂與宋共公完婚。婚後十年，宋共公逝世。
周景王二年（魯襄公三十年、宋平公三十三年，前543年）一天夜晚，宮室大火，宮人請伯姬出宮避火，但年邁仍堅守禮教的伯姬說：「婦人之義，保傅不俱，夜不下堂，待保傅來也。」待保母來後，不見傅母，宮人又再度請伯姬出宮避火，伯姬又說：「婦人之義，傅母不至，夜不可下堂，越義求生，不如守義而死。」於是伯姬不顧宮人相救，不肯出宮，亡於火中。
伯姬堅守禮教而焚死，被當時的諸侯們所傳頌，同時又惋惜伯姬之死，因而相聚於衛國澶淵，共同誌哀。伯姬的事蹟得到了春秋的讚頌。
伯姬死後隨夫諡，改稱共姬，或稱宋共姬。

## 評價
- 《列女傳》頌曰：伯姬心專，守禮一意，宮夜失火，保傅不備，逮火而死，厥心靡悔，春秋賢之，詳錄其事。

## 文獻
- 春秋
- 列女傳